# Sad Eyed Lady of the Lowlands
Sad Eyed Lady of the Lowlands är en låt skriven och först lanserad av Bob Dylan 1966. Den var avslutande låt på dubbelalbumet Blonde on Blonde och dess längd är över 11 minuter vilket gjorde att den tog upp hela sista skivsidan på vinylalbumen. Den lanserade versionen spelades in den 16 februari 1966 vid 4-tiden på morgonen. En inspelningssession hade då pågått sedan 18-tiden dagen innan.
Att den kvinna som låten handlar om skulle ha varit Dylans fru Sara Lownds blev tydligt några år senare i texten till låten "Sara" på albumet Desire där han i texten sjunger "-Stayin' up for days in the Chelsea Hotel, writin' "Sad-Eyed Lady of the Lowlands" for you." (sv: Stannade uppe i dagar på Chelsea hotell, då jag skrev "Sad Eyed Lady of the Lowlands" till dig). Några artister som spelat in covers av låten är Joan Baez (albumet Any Day Now 1968) och Richie Havens (albumet Mixed Bag II 1974).
I George Harrisons självbiografi I Me Mine berättar han att ackordföljden i "Sad Eyed Lady of the Low Lands" låg till grund för hans låt "Long Long Long" som finns med på albumet The Beatles från 1968.

## Medverkande musiker
- Bob Dylan - sång, munspel
- Hargus "Pig" Robbins - piano
- Al Kooper - hammondorgel
- Charlie McCoy - gitarr
- Wayne Moss - gitarr
- Joe South - bas
- Kenny Buttrey - trummor